# Jámbor Pál

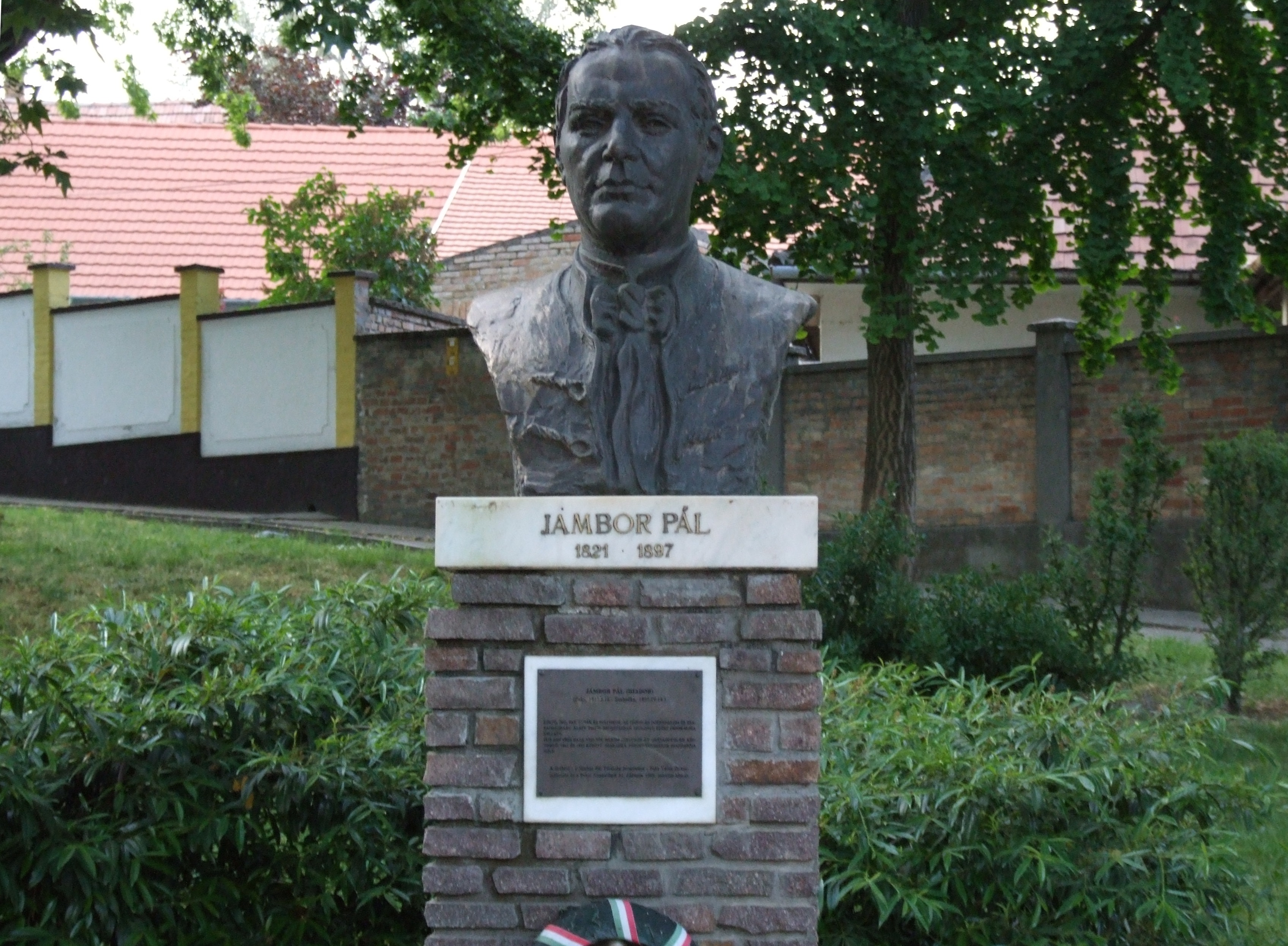
Jámbor Pál szobra szülővárosában. Farkas Pál alkotása (1998)

Jámbor Pál (álneve Hiador, Paks, 1821. január 16. – Szabadka, 1897. április 14.) római katolikus pap, magyar költő és író.

## Élete
A gimnáziumot Kalocsán, Pécsett és Vácott végezte, majd 1840-ben a kalocsai papnevelő intézetbe lépett, ahol kispaptársai közt egy „magyar iskolát” alakított. Előbb káplán volt Óbecsén, majd 1844-től plébános Jankovácon. Egyik pártfogója gróf Cseszneky Imre volt. Mint becsei káplán köszöntött be verseivel az irodalomba; első verse a Garay János Regélőjében jelent meg. Utóbb a Honderű című divatlap karolta fel, melynek szerkesztője (Petrichevich-Horváth Lázár) Petőfi ellen őt játszotta ki. A Honderűben megjelent verseit külön is kiadta a Hattyudalok, (1845) illetve az Emléklapok egy főrangú hölgyhez (1846) című kötetekben. II. Károly című ötfelvonásos történelmi drámája miatt heves vitája volt Szigligeti Edével, aki ugyanazt a témát dolgozta fel. A polémia még jobban elszigetelte a többi írótól.
Műveivel a szabadságharc ügyét szolgálta; így jelentek meg Kossuth, Hangok az emberiséghez, Balladák (1848) illetve Szabad dalok a hadseregnek (1849) című művei, majdnem mind Hiador álnév alatt. 1849-ben a közoktatásügyi minisztériumban dolgozott. A szabadságharc bukása után Párizsban élt, ahol francia lapokba dolgozott, s Durivage álnév alatt egy kötetnyi francia költeményt is kiadott, valamint egy regényt, Les artistes címmel. Jókai Mór műveiből fordított franciára és segített Petőfi Sándor egyik francia fordítójának, Chassin-nek.
1859-ben tért vissza Magyarországra, majd segédlelkész lett Hegyesen. Az 1861-iki országgyűlésen a kulai kerület képviselőjeként vett részt; a Határozati Párt híve volt. Az országgyűlés után a szabadkai gimnázium igazgatója lett. 1867 és 1871 között ismét a kulai kerületben választották meg, ezúttal balközepes programmal. Ezután a politikától visszavonult.

## Munkái
1. Hattyúdalok. Pest, 1843 (A kiadó: Petrichevich Horváth Lázár előszavával)
2. Szádvár. Rege. uo., 1844
3. Urania. Tiedge után szabadon … uo., 1845 (Katona Antallal együtt).
4. Emléklapok egy főrangu hölgyhez. Kiadta Petrichevich Horváth Lázár. Buda, 1846 (Költemény. Előbb a Honderűben. Két kiadás. Ism. Életképek 1847. 14. sz.) Online
5. II. Károly, tört. drámai költemény öt felvonásban. Pest, 1848 (E drámája miatt, amely tárgyról Szigliget is írt, ezzel heves vitája volt, ami még jobban elszigetelte őt a többi íróktól.)
6. Orült tárczája. Regény. uo., 1848
7. Balladák. uo., 1848
8. Hangok az emberiséghez. uo., 1848
9. Kossuth. uo. (1849, németül is megjelent)
10. Szabadságdalok a hadseregnek. (Debreczen, 1849, három füzet, összesen 25 dal).
11. Poesies hongroises. Par Paul Durivage. Párizs, 1856 (Költőink szebb műveinek ismertetése francia fordításban. Ism. P. Napló 1856. 251. sz.)
12. Les artistes. uo. … (regény, Durivage név alatt, magyarul is: A művészek. Kolozsvár, 1869)
13. Párisi emlékek. Szabadka, 1861, két kötet
14. Országgyűlési beszéde. Pest, 1861 (Batthyány Ferenc gróf és Bernáth Zsigmond beszédeivel együtt)
15. Egyházi beszédek. Szabadka, 1862 (Két címkiadás. Pest, 1876. Ism. Új Magyar Sion 1876. 904. l.)
16. Hiador költői művei. Szabadka, 1863
17. A magyar irodalom története. Pest, 1864, két kötet Első kötet (Ism. Budapesti Szemle XVIII. 2. kiadás uo., 1865)
18. Nagy Sándor. Tragédia öt felvonásban. uo., 1865
19. A milliomos leány. Vígjáték három felvonásban. uo., 1865
20. Künn és hon. Költemények. Szabadka, 1866.
21. Hiador újabb költeményei. Pest, 1871 (és Fülöp, macedón király, trag. öt felv. A milliomos leány, társalg. színmű öt felv.)
22. Jámbor Pál munkái. uo., 1873 (Fővárosi szemlék. A Közvélemény 1870-71. október 1-ig XX füzet, 1872. jan.-júl. tíz füzet. Színművek, költemények, politikai cikkek) Online
23. Virgil Aeneisének ismertetése hitregei jegyzetekkel és a költő életrajzával. l. füzet. Szabadka, 1874
24. Mesék az ifjúság számára. Idegen költők után. uo., 1876
25. Hiador (Jámbor Pál) művei. uo., 1880-83. 27. füzet (1. Nagy Sándor, tört. tragédia öt felv.; 2. Koszorú, tört. vígj. három felv., ism. Koszorú 1880; 3. A törvénytelen vér. Corvin János, tört. dr. öt felv., előbb Becskerekes adták elő, később Székesfejérvárt, a budai népszínházban 1863. szept. 22., a pesti nemzeti színházban először 1866. dec. 2. és más helyeken is; 4. Fülöp, tört. trag. öt felv.; 5-6. 48-ki emlékek. Gyászbeszéd Deák Ferencz fölött. Úti emlékek; 7. Országgyűlési és tanügyi beszédek. Halotti beszéd; 8. Mesék. Epigrammák. Az ő emlékezete; 9–10. Beszélyek. Rajzok. Úti tárczák; 11. Páris hajdan és most; 12. Ó és új világ. Horácz, Virgil, Ovid, Catull, Hugo Victor, Coppée, Autron, Mirian; 13. Balladák; 14. Románczok és költői beszélyek 15–16. Politikai dolgozatok és fővárosi tárczák; 17. Drámai tanulmányok; 18. Ó és új világ II. rész. Horác 3. könyve. Virgil Aeneisének 2. éneke. Virgil pásztor énekei. Hugo Victor. Clovis Hugues. Epigrammák; 19. Számkivetésben 1851–1861.; 20. Jellemrajzok; 21. Cicero beszédei; 22. A rózsakor, költemények; 23. Horác ódáinak harmadik könyve; 24. Nagy Lajos özvegye, tört. tragoedia öt felv. A milliomos leány, színmű három felv., 25. Egy költő, tragoedia öt felv., Az örökség, vígj. egy felv.; 26. A féltékeny férj, színmű négy felv., A kitört ablak, vígj. egy felv., A kastély, vígj. egy felv., Mindnyájan, színmű egy felv.)
26. Phaedrus Aesopusi meséi. Mesegyöngyök az állatvilágból. Szabadon átdolgozta. Számos képpel. Bpest, (1885)
27. Törvénytelen vér című Corvin Jánosról írt drámáját sikerrel játszották a nemzeti színpadon.

Levele Rumyhoz 1844-ből (az MTA levéltárában).
Álnevei: Csobánc, Kubinszky Ödön, Rajnai, Balaton.

## Emlékezete
- Emlékét őrzi Móra Ferenc Emlény című életrajzi jellegű írása (megjelent Móra Napok, holdak, elmúlt csillagok című kötetében).